# ألان كارديك
الاسم الكامل (Hippolyte Léon Denizard Rivail) ليون، فرنسا 3 أكتوبر 1804 ـ باريس 31 مارس 1869، كان مدرساً أكيديمي وكاتب فرنسي، لقب ب: الآن كارديك عرف بترجمته الروحانية وانشائه العقيدة الروحانية.
في 18 أبريل 1857 طبع أول كتاب له باسم : الكتاب الروحاني متألف من 1.019 جزء يوضح الحياة الروحانية على الأرض وتأثيراتها وعلاقتها بالحياة المادية، ومن بعدها اصدر عدة كتب على نفس المنهج منها كتاب الوسيط وكتب أخرى.